# Лев Бабинський
Ле́в Андрі́йович Ба́бинський (? — до 1616)  — руський (український) шляхтич з роду Бабинських. Зем'янин у Луцькому повіті Волинського воєводства та Овруцькому старостві Київського воєводства Речі Посполитої. Власний герб. Родове гніздо — Бабин.

## Відомості
Лев Бабинський у 1603 році разом з братом Іваном Андрійовичем отримав волинську частину спадщини батька Андрія Бабинського. Володів частинами родового гнізда Бабин, Кам'яного, Лінчина, Селища, також отримав 10 волоків у селі Ольшани. У 1610 році записував своїй дружині Марині (Маренції, Маренціанні) Борзобогатій Красинській 5 000 золотих, пізніше в той же рік ще 12 000 золотих. 1616 року Марина Львова Бабинська фігурує вже як вдова. Чи були від цього шлюбу нащадки, невідомо. У 1619 році Марина Борзобогата Красинська записувала своєму брату Олександру Красинському посесію на частину Ольшан. Згідно подимного реєстру 1629 року володіла там 15-ма димами .